# Building and Wood Workers' International
Building and Wood Workers' International (BWI) is een internationale vakbondsfederatie.

## Historiek
Het stichtingscongres van de organisatie vond plaats te Buenos Aires op 9 december 2005. BWI ontstond uit de fusie van de International Federation of Building and Wood Workers (IFBWW) en de World Federation of Building and Wood Workers (WFBW).

## Structuur
De hoofdzetel is gelegen in de Route des Acacacias te Carouge in Zwitserland. Huidig voorzitter is Per-Olof Sjöö en algemeen secretaris is Ambet Yuson. Ondervoorzitters zijn Piet Matosa, Pierre Cuppens en Dietmar Schäffers.

### Bestuur
| Periode      | Voorzitter       |
| ------------ | ---------------- |
| 2005 - 2013  | Klaus Wiesehügel |
| 2013 - heden | Per-Olof Sjöö    |

| Periode      | Algemeen secretaris |
| ------------ | ------------------- |
| 2005 - 2009  | Anita Normark       |
| 2009 - heden | Ambet Yuson         |

### Congressen
| Congres | Datum                         | Locatie      |
| ------- | ----------------------------- | ------------ |
| 1       | 9 december 2005               | Buenos Aires |
| 2       | 5 - 10 december 2009          | Lille        |
| 3       | 1 - 5 december 2013           | Bangkok      |
| 4       | 26 november - 1 december 2017 | Durban       |

## Aangesloten vakbonden en vakcentrales
BWI verenigt 334 vakbonden en vakcentrales die de belangen van ca. 12 miljoen werknemers in de bouw en de houtindustrie in 130 landen behartigen.
Voor België zijn de Algemene Centrale (AC) van het ABVV, ACV Bouw-Industrie en Energie en het ACLVB aangesloten. Voor Nederland zijn dat respectievelijk FNV Bouw en CNV Vakmensen.